# Luis Noval Ferrao
Luis Noval Ferrao (Oviedo; 15 de noviembre de 1887-Beni Chikar, Marruecos; 28 de septiembre de 1909), conocido como el cabo Noval, fue un militar español muerto en la guerra de Melilla tras una actuación heroica, convertida en ejemplo de patriotismo.

## Historia
Noval ingresó en el Regimiento de Infantería «Príncipe» n.º 3 y fue trasladado a Melilla. Participó en la toma del Zoco el Had de Beni Sicar (Beni Chikar). Fue hecho prisionero por los rifeños, quienes le obligaron a llevarlos a la entrada del campamento español. Los soldados españoles no dispararon al ver venir a Noval, pero él gritó: «Disparad, soldados. Aquí están los moros», para advertir de la trampa, muriendo en la refriega que se produjo entre rifeños y españoles.

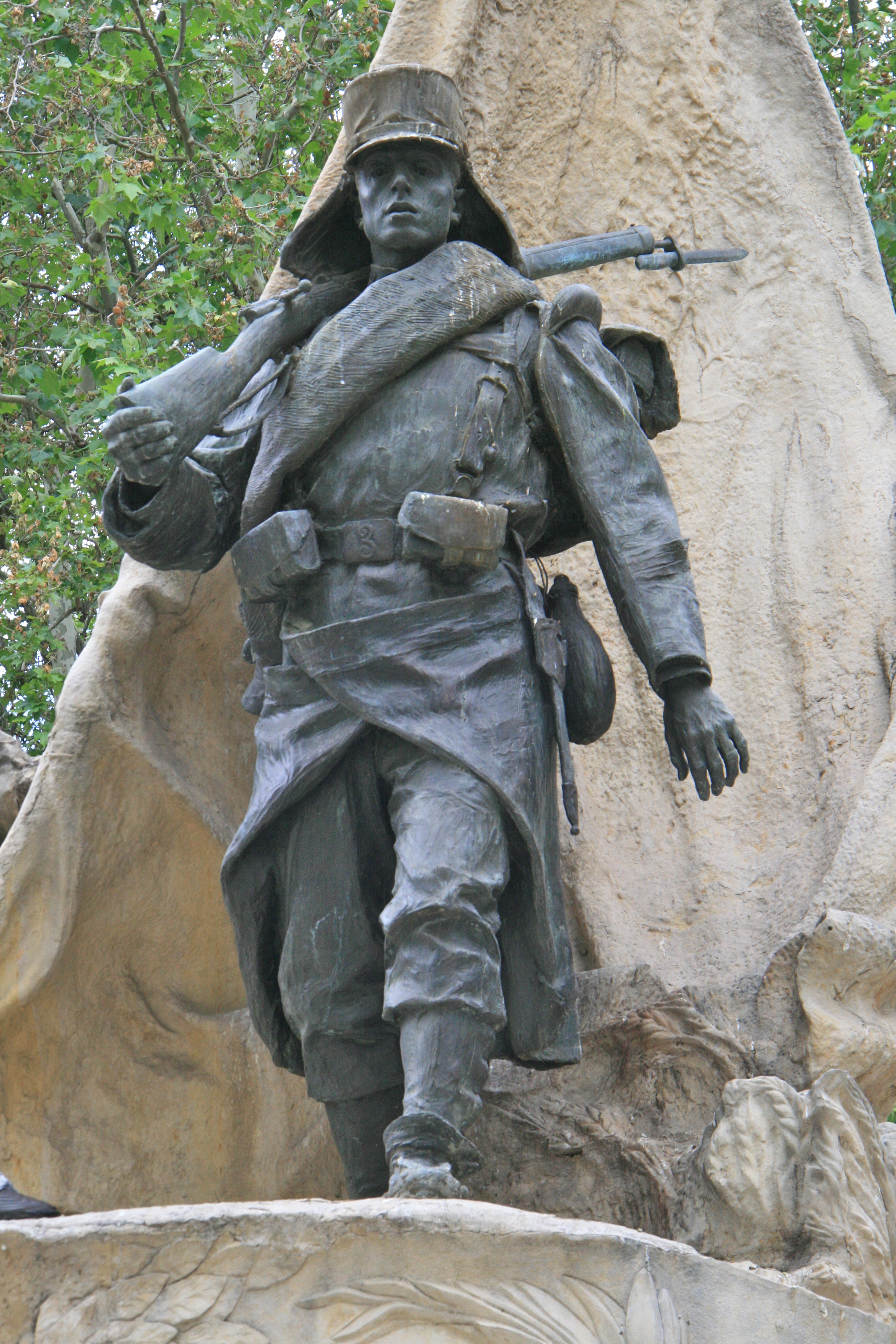
Monumento al cabo Noval en la plaza de Oriente de Madrid. Obra de Mariano Benlliure.

La historia de Noval llegó a España convertida en mito del patriotismo y el sacrificio en una campaña militar rechazada por muchos. Sus exequias se celebraron el 19 de abril de 1910 en la catedral de Oviedo y le fue concedida, a título póstumo, la cruz de segunda clase de la Orden Militar de San Fernando. Por doquier se constituyeron comités más o menos espontáneos para rendirle homenaje. Oviedo le dedicó una calle y se levantaron monumentos a su recuerdo en la ciudad de Oviedo, se colocó una placa en su casa natal y se alzó una estatua sobre su tumba, ambas, obra de Víctor Hevia Granda. También otras ciudades españolas le rindieron homenaje, como el monumento erigido en 1912 en la plaza de Oriente de Madrid, obra del escultor Mariano Benlliure, y restaurada en 1982 por el escultor Miguel Ángel López Calleja. Otros proyectos no llegaron a ser realidad, como el del monumento en bronce diseñado por Vicente Navarro y Francisco Mareo y promovido por los universitarios valencianos, que no se materializó al no lograr los fondos necesarios. Por su parte, literatos como Francisco Jiménez Campaña, Julio Sánchez Godínez o León Castillo le dedicaron obras dramáticas.
Para algunos autores, la importancia dada a la historia del cabo Noval fue en gran parte la respuesta dada por los partidarios del africanismo a los acontecimientos de la Semana Trágica, que había tenido en el descontento por la guerra de Marruecos una de sus principales causas.[cita requerida]
El acuartelamiento, sede del Regimiento de Infantería «Príncipe» n.º 3 perteneciente a la Brigada «Galicia» VII, ubicado entre los municipios de Siero y Noreña (Asturias) lleva el nombre de «Cabo Noval». También existe una calle en Melilla con su nombre, en el barrio Isaac Peral, popularmente conocido como «El Tesorillo», así como una avenida en el municipio gaditano de Sanlúcar de Barrameda, una calle en las ciudades valencianas de Alcira y Navarrés, y otra en la ciudad de Logroño.